# Долно-Белево
Долно-Белево (болг. Долно Белево) — село в Болгарии. Находится в Хасковской области, входит в общину Димитровград. Население составляет 322 человека.

## Политическая ситуация
В местном кметстве Долно-Белево, в состав которого входит Долно-Белево, должность кмета (старосты) исполняет Тончо  Михов Тонев (Болгарская социалистическая партия (БСП)) по результатам выборов.
Кмет (мэр) общины Димитровград — Стефан Димитров Димитров (коалиция партий: Союз свободной демократии (ССД), Земледельческий народный союз (ЗНС), Болгарская рабочая социал-демократическая партия (БСДП), «Новые лидеры» (НЛ)) по результатам выборов.